# Bleßberghöhle
Die Bleßberghöhle (bisweilen auch Herrenberghöhle genannt) ist eine im März 2008 beim Bau des Bleßbergtunnels entdeckte Tropfsteinhöhle in Thüringen.
Die im Unteren Muschelkalk liegende Höhle kreuzt in ihrem Gangverlauf von West-Nordwest nach Ost-Südost den Bleßbergtunnel der Neubaustrecke Ebensfeld–Erfurt. Der Kreuzungspunkt ist etwa 250 Meter vom Südportal des Tunnels entfernt. Während östlich der Tunnelröhre ein begehbarer Hohlraum nach rund 15 Metern in schmale Spalten übergeht, erstreckt sich die Höhle in westlicher Richtung auf mehrere hundert Meter.
Der während der Bauarbeiten entstandene Zugang wurde 2009 dauerhaft verschlossen. Im Frühjahr 2012 wurde ein Forschungszugang zur Höhle geschaffen.

## Geschichte

### Erster Höhlenfund
Am 30. März 2008 stießen die Mineure bei Vortriebsarbeiten im Tunnel auf einen Hohlraum unbekannten Umfangs. Sie versuchten, den Hohlraum mit etwa 500 Kubikmetern Beton zu verfüllen. Nachdem diese Masse wirkungslos in der Höhle verschwand, beschloss der Bauherr, das Eisenbahn-Bundesamt einzuschalten und Höhlenforscher hinzuzuziehen.
Nach einer Eilerkundung durch Geologen bis zum 3. April wurde der Höhleneingang verschlossen, Verhandlungen über die Schaffung eines neuen Zugangs an geeigneter Stelle sollen aufgenommen werden.
Der Bitte von Geologen, die Höhle für spätere Erforschung zugänglich zu halten, sollte zunächst nicht entsprochen werden. Um den Tunnel nicht zu gefährden, sollte die bis zu 2,5 Meter in die Tunneltrasse hineinreichende Höhle anfangs komplett verfüllt werden. Kurz darauf wurde der Eingangsbereich zur Höhle verschlossen und der Vortrieb fortgesetzt.
Die Bahn begründete die Verschließung der Höhle mit Sicherheitsgründen. Das Höhlensystem sei dabei auch in Zukunft zugänglich. Auch sei nur der unmittelbar an die Röhre angrenzende Bereich durch die Versiegelung beschädigt worden.
Der BUND kritisierte, dass mit dem Versuch, die Höhle zügig mit Beton zu verfüllen, gegen thüringisches und europäisches Naturschutzrecht verstoßen worden sein könnte. Der Verein erstattete Anfang April Strafanzeige gegen Unbekannt. Geologen äußerten die Befürchtung, durch den bereits eingefüllten Beton könnten natürliche Karstwasserwege abgeschnitten worden sein, wodurch der Karstwasserspiegel nun steige, so dass die Stabilität des Tunnels gefährdet sein könnte. Tatsächlich scheint die Überflutung von Teilen der Höhle bereits eine Folge der anthropogenen Aufstauung des Karstwassers zu sein.
Nachdem wenige Tage nach dem endgültigen Verschluss des erstentdeckten westlichen Höhlenteils beim weiteren Tunnelvortrieb die nach Osten ziehende Fortsetzung der Bleßberghöhle angeschnitten worden war, stoppte die Bahn am 9. April 2008 einstweilig die weiteren Bauarbeiten.
Am 10. April 2008 einigten sich, nach einer Ortsbegehung, das Landesbergamt Thüringen und die Deutsche Bahn über das weitere Vorgehen. Während einer zwei- bis dreiwöchigen Erkundung sollte der Vortrieb an dieser Stelle ruhen; anschließend sollte über das weitere Vorgehen entschieden werden.
Bis Mitte April wurden die ersten 700 Meter der Höhle vermessen und grob kartiert. Mitte April verständigte sich der „Arbeitskreis Karst“ auf das weitere Vorgehen. Demnach soll der Vortrieb binnen einiger Tage wieder beginnen. Dabei sei es erforderlich, den bestehenden Höhlenzugang im oberen Bereich des zukünftigen Tunnels vorübergehend mit Ausbruchsmaterial zu verfüllen. Danach soll der Vortrieb in drei Ebenen von der Tunnelkalotte nach unten erfolgen und von Sondierungsbohrungen begleitet werden. Nach Abschluss des Vortriebs sollen beide Höhlengänge wieder zugänglich gemacht werden, so dass die Forschung in der Höhle für die Bauzeit des Tunnels möglich wird. Im Rahmen einer abschließenden Bewertung soll dann auch der weitere Umgang mit der Höhle festgelegt werden. Damit wurde die geplante zwei- bis dreiwöchige Erkundung nach etwa der Hälfte der Zeit abgebrochen. Der Vorsitzende des Thüringer Höhlenvereins reagierte empört auf diese Ankündigung der Bahn und warf dem Unternehmen vor, entgegen der getroffenen Absprachen zu handeln. Trotz Nachfrage habe man von den Ergebnissen des Arbeitskreises nichts erfahren.
Höhlenforscher aus ganz Deutschland unternahmen Anfang Mai 2008 Versuche, die Höhle von außen zu erreichen. Sie versuchten, sich über das sogenannte Fuchsloch, eine wasserführende Felsspalte im Bereich des Südportals, die einen Zugang zur Bleßberghöhle bieten könnte, vorzugraben.
Im September 2008 sollte die Höhle erneut geöffnet und insbesondere schwer zugängliche Stellen untersucht werden. Die Erkundung des kurzen Ostteils der Höhle begann am 18. November 2008 und sollte eine Woche andauern. Dabei sollen auch einige zuvor ausgesuchte Sinterstücke zur Nutzung in einem Museum entnommen werden. Nach der Erkundung soll, um die Stabilität des Tunnels zu sichern, der Hohlraum auf einer Länge von 15 m verfüllt werden. Während einer weiteren 14-tägigen Bauruhe sollte die Höhle im Januar 2009 erneut zur Erkundung geöffnet und anschließend dauerhaft verschlossen werden. Einige Höhlenforscher des THV konnten die Höhle im Januar 2009 neun Tage lang erkunden, auch Besuchergruppen hatten Zutritt zur Höhle.
Auf einer Länge von rund 500 Metern wurde im Bereich der Höhle die Tunnelschale auch im Bereich der Sohle rund ausgeführt. Darüber hinaus wurde die Sohle im Bereich der Querung der Höhle mit Gestein und Beton zusätzlich verfestigt.
Soweit es gelingen sollte, einen separaten Einstieg zu finden, könnte die Höhle zukünftig auch Besuchern zugänglich gemacht werden. 2011 wurden Pläne präsentiert, das Höhensystem touristisch zu erschließen. Von einem oberirdischen Informationszentrum sollte dabei ein Gang zur Höhle gebohrt und ein Einblick in die Höhle durch Scheiben ermöglicht werden. Dieses Vorhaben stand laut Angaben des damaligen Bahnprojektleiters Olaf Drescher „nur leider im krassen Gegensatz zu unserer Aufgabe, mit der Eisenbahn da drüber zu fahren“. Letztlich setzte sich die Deutsche Bahn durch.
Im April 2010 wurde eine Bohrung ausgeführt, um die Wasserstände in der Höhle kontinuierlich messen zu können.
Laut einem Medienbericht von Juli 2011 sorge der im März 2008 eingeleitete Beton dafür, dass der unterirdische Bach nicht mehr abfließe und die Höhle durch den steigenden Wasserpegel zerstört werde.
Im Sommer 2012 wurde bekannt, dass der Thüringer Höhlenverein ein Grundstück über der Höhle erworben und von dort einen neuen Zugang zur Höhle gegraben hat, um die Höhle weiter untersuchen zu können. Nach Angaben des Vereins haben sich die 2009 in die Höhle eingebrachten Trittbohlen gelöst und drohen die Höhle unwiederbringlich zu beschädigen.

### Zweiter Höhlenfund
60 Meter vom zukünftigen Südportal entfernt stießen die Mineure einige Wochen später auf eine weitere Karsthöhle, die sog. Bleßberghöhle 2, welche aufgrund ihrer geringen Größe und großen Instabilität nach einer Inaugenscheinnahme am 3. Juni 2008 verschlossen wurde.

## Beschreibung der Höhle
Der aus dem Tunnelbereich herausführende Westteil der Höhle hat eine erkundete Länge von 1220 Metern mit Gangbreiten bis zu 10 und Höhen bis zu 15 Metern. Er besitzt einen aktiven Bachlauf und außergewöhnlichen Tropfsteinschmuck.
Nach der Meinung von Experten handelt es sich um eine der schönsten und bedeutendsten Höhlen Thüringens. Besonders bemerkenswert sind die bis zu über zwei Meter langen Makkaroni-Stalaktiten an der Höhlendecke, die zu den längsten in Europa zählen.
Dieser Höhlenteil wurde sofort nach der Erstbefahrung am 3. April 2008 mit Beton verschlossen. Der weitere Vortrieb legte in der Tunnelzone zwei übereinanderliegende, durch einen Schacht von etwa vier Meter Durchmesser verbundene Hohlräume frei, über die der ebenfalls stark mit Sinter geschmückte Ostteil erreicht werden konnte. Dieser ist ca. 170 Meter lang und kleinräumiger. Die Wasserführung dieses Höhlenteils verläuft nach ersten Erkenntnissen von Ost nach West, also ebenfalls auf den Tunnel zu. Im Gegensatz zum Westteil ist hier jedoch kein ausgeprägter Höhlenbach festgestellt worden, lediglich das angesammelte Tropfwasser wird abgeführt. Dieser Höhlenteil wird deshalb derzeit als noch älterer, inzwischen weitgehend inaktiver Nebengang der Höhle interpretiert. Im Bereich des Tunnelvortriebs rechnen die Höhlenforscher des Thüringer Höhlenvereins deshalb mit weiteren Hohlräumen.

## Besucherzentrum
Pläne zu einem Besucherzentrum und einem öffentlich zugänglichen Zugang zur Bleßberghöhle bestanden bereits seit mindestens 2011, wurden jedoch vom Thüringer Ministerium für Umwelt, Energie und Naturschutz abgelehnt. Als Begründung wurden die sehr unregelmäßigen Grundwasserspiegelschwankungen und daraus resultierenden Sturzfluten im Areal benannt. Unter anderem bestanden Überlegungen zu einem gläsernen Fahrstuhl, der vertikal in die Höhle führen sollte. Die Befürworter der touristischen Erschließung begründen dies neben dem individuellen Wert des Höhlensystems mit dem wirtschaftlichen Potenzial für die strukturschwache Region.

## Filme
- Haltepunkt Bleßberghöhle. Dokumentation von Mathias Streisel, Erstausstrahlung: 8. April 2009 im MDR Fernsehen
- Die Bleßberghöhle – eine sensationelle Entdeckung. 30-minütige Filmdokumentation, 2010[24]